# Tour de Indonesia 2019
La 9.ª edición del Tour de Indonesia fue una carrera de ciclismo en ruta por etapas que se celebró entre el 19 y el 23 de agosto de 2019 con inicio en la ciudad de Magelang y final en el Geoparque de Bartur en la Provincia de Bali en Indonesia. El recorrido consta de un total de 5 etapas sobre una distancia total de 839,07 km.
La carrera hizo parte del circuito UCI Asia Tour 2019 dentro de la categoría 2.1. El vencedor final fue el francés Thomas Lebas del  Kinan seguido del australiano Angus Lyons del Oliver's Real Food Racing y el neerlandés Jeroen Meijers del Taiyuan Miogee.

## Equipos participantes
Tomaron la partida un total de 18 equipos, de los cuales 16 son de categoría Continental y 2 selecciones nacionales, quienes conformaron un pelotón de 90 ciclistas de los cuales terminaron 75. Los equipos participantes fueron:
| Equipos continentales (16)- 7 Eleven Cliqq-air21 by Roadbike Philippines - Foolad Mobarakeh Sepahan - Customs Cycling Team - HKSI - KFC Cycling Team - Kinan Cycling Team - KSPO-Bianchi Asia - Oliver's Real Food - PGN Road Cycling Team - ProTouch - St George Continental Cycling Team - Taiyuan Miogee - Sapura - Terengganu Inc-TSG Cycling Team - Thailand Continental - XSpeed United Equipos nacionales (2)- Indonesia - Emiratos Árabes Unidos |
| |

## Etapas
| Etapa     | Fecha     | Recorrido               | type                   | Distancia (km) | Ganador         | Líder        |
| --------- | --------- | ----------------------- | ---------------------- | -------------- | --------------- | ------------ |
| 1.ª etapa | 19 de ago | Magelang – Ngawi        | etapa llana            | 180,74         | Angus Lyons     | Angus Lyons  |
| 2.ª etapa | 20 de ago | Madiun – Batu           | etapa de media montaña | 157,74         | Jeroen Meijers  | Ryan Roth    |
| 3.ª etapa | 21 de ago | Batu – Jember           | etapa escarpada        | 195,93         | Marcus Culey    | Angus Lyons  |
| 4.ª etapa | 22 de ago | Jember – Banyuwangi     | etapa de montaña       | 161,02         | Metkel Eyob     | Thomas Lebas |
| 5.ª etapa | 23 de ago | Gilimanuk – Monte Batur | etapa de montaña       | 143,64         | Benjamin Dyball | Thomas Lebas |

## Desarrollo de la carrera

### 1.ª etapa
| Magelang - Ngawi | etapa llana | (180,74 km) |

| \| Clasificación de la etapa \| Clasificación de la etapa \| Clasificación de la etapa \| Clasificación de la etapa \| Clasificación de la etapa \| \| Ciclista \| Ciclista \| Equipo \| Tiempo \| \| \| ------------------------- \| ------------------------- \| ---------------------------------- \| ------------------------- \| ------------------------- \| \| 1.º \| Angus Lyons \| Oliver's Real Food Racing \| 3 h 55 min 58 s \| \| \| 2.º \| Ryan Roth \| XSpeed United Continental \| + 0 s \| \| \| 3.º \| Mario Vogt \| Team Sapura Cycling \| + 0 s \| \| \| 4.º \| Choon Huat Goh \| Terengganu Inc-TSG Cycling Team \| + 1 s \| \| \| 5.º \| Marcus Culey \| Team Sapura Cycling \| + 3 s \| \| \| 6.º \| Muhammad Abdurrahman \| KFC Cycling Team \| + 1 min 56 s \| \| \| 7.º \| Rohan du Plooy \| ProTouch \| + 1 min 59 s \| \| \| 8.º \| Genki Yamamoto \| Kinan Cycling Team \| + 1 min 59 s \| \| \| 9.º \| Sebastian Berwick \| St George Continental Cycling Team \| + 1 min 59 s \| \| \| 10.º \| Mohammad Ganjkhanlou \| Foolad Mobarakeh Sepahan \| + 2 min 50 s \| \| |                      |                                    |                 |
| |                      |                                    |                 |
| |                      |                                    |                 |
| Clasificación de la etapa |                      |                                    |                 |
| Ciclista | Ciclista             | Equipo                             | Tiempo          |
| 1.º | Angus Lyons          | Oliver's Real Food Racing          | 3 h 55 min 58 s |
| 2.º | Ryan Roth            | XSpeed United Continental          | + 0 s           |
| 3.º | Mario Vogt           | Team Sapura Cycling                | + 0 s           |
| 4.º | Choon Huat Goh       | Terengganu Inc-TSG Cycling Team    | + 1 s           |
| 5.º | Marcus Culey         | Team Sapura Cycling                | + 3 s           |
| 6.º | Muhammad Abdurrahman | KFC Cycling Team                   | + 1 min 56 s    |
| 7.º | Rohan du Plooy       | ProTouch                           | + 1 min 59 s    |
| 8.º | Genki Yamamoto       | Kinan Cycling Team                 | + 1 min 59 s    |
| 9.º | Sebastian Berwick    | St George Continental Cycling Team | + 1 min 59 s    |
| 10.º | Mohammad Ganjkhanlou | Foolad Mobarakeh Sepahan           | + 2 min 50 s    |

| \| Clasificación general \| Clasificación general \| Clasificación general \| Clasificación general \| Clasificación general \| \| Ciclista \| Ciclista \| Equipo \| Tiempo \| \| \| --------------------- \| --------------------- \| ---------------------------------- \| --------------------- \| --------------------- \| \| 1.º \| Angus Lyons \| Oliver's Real Food Racing \| 3 h 55 min 48 s \| \| \| 2.º \| Mario Vogt \| Team Sapura Cycling \| + 2 s \| \| \| 3.º \| Ryan Roth \| XSpeed United Continental \| + 3 s \| \| \| 4.º \| Choon Huat Goh \| Terengganu Inc-TSG Cycling Team \| + 11 s \| \| \| 5.º \| Marcus Culey \| Team Sapura Cycling \| + 13 s \| \| \| 6.º \| Rohan du Plooy \| ProTouch \| + 2 min 03 s \| \| \| 7.º \| Muhammad Abdurrahman \| KFC Cycling Team \| + 2 min 06 s \| \| \| 8.º \| Genki Yamamoto \| Kinan Cycling Team \| + 2 min 08 s \| \| \| 9.º \| Sebastian Berwick \| St George Continental Cycling Team \| + 2 min 09 s \| \| \| 10.º \| Mohammad Ganjkhanlou \| Foolad Mobarakeh Sepahan \| + 2 min 58 s \| \| |                      |                                    |                 |
| |                      |                                    |                 |
| |                      |                                    |                 |
| Clasificación general |                      |                                    |                 |
| Ciclista | Ciclista             | Equipo                             | Tiempo          |
| 1.º | Angus Lyons          | Oliver's Real Food Racing          | 3 h 55 min 48 s |
| 2.º | Mario Vogt           | Team Sapura Cycling                | + 2 s           |
| 3.º | Ryan Roth            | XSpeed United Continental          | + 3 s           |
| 4.º | Choon Huat Goh       | Terengganu Inc-TSG Cycling Team    | + 11 s          |
| 5.º | Marcus Culey         | Team Sapura Cycling                | + 13 s          |
| 6.º | Rohan du Plooy       | ProTouch                           | + 2 min 03 s    |
| 7.º | Muhammad Abdurrahman | KFC Cycling Team                   | + 2 min 06 s    |
| 8.º | Genki Yamamoto       | Kinan Cycling Team                 | + 2 min 08 s    |
| 9.º | Sebastian Berwick    | St George Continental Cycling Team | + 2 min 09 s    |
| 10.º | Mohammad Ganjkhanlou | Foolad Mobarakeh Sepahan           | + 2 min 58 s    |

### 2.ª etapa
| Madiun - Batu | etapa de media montaña | (157,74 km) |

| \| Clasificación de la etapa \| Clasificación de la etapa \| Clasificación de la etapa \| Clasificación de la etapa \| Clasificación de la etapa \| \| Ciclista \| Ciclista \| Equipo \| Tiempo \| \| \| ------------------------- \| ------------------------- \| ---------------------------------- \| ------------------------- \| ------------------------- \| \| 1.º \| Jeroen Meijers \| Taiyuan Miogee Cycling Team \| 3 h 51 min 12 s \| \| \| 2.º \| Cristian Raileanu \| Team Sapura Cycling \| + 0 s \| \| \| 3.º \| Thomas Lebas \| Kinan Cycling Team \| + 0 s \| \| \| 4.º \| Jesse Ewart \| Team Sapura Cycling \| + 1 min 05 s \| \| \| 5.º \| Salvador Guardiola \| Kinan Cycling Team \| + 1 min 06 s \| \| \| 6.º \| Ryan Roth \| XSpeed United Continental \| + 1 min 11 s \| \| \| 7.º \| Ryan Cavanagh \| St George Continental Cycling Team \| + 1 min 58 s \| \| \| 8.º \| Mario Vogt \| Team Sapura Cycling \| + 2 min 03 s \| \| \| 9.º \| Choon Huat Goh \| Terengganu Inc-TSG Cycling Team \| + 2 min 03 s \| \| \| 10.º \| Aiman Cahyadi \| PGN Road Cycling Team \| + 2 min 37 s \| \| |                    |                                    |                 |
| |                    |                                    |                 |
| |                    |                                    |                 |
| Clasificación de la etapa |                    |                                    |                 |
| Ciclista | Ciclista           | Equipo                             | Tiempo          |
| 1.º | Jeroen Meijers     | Taiyuan Miogee Cycling Team        | 3 h 51 min 12 s |
| 2.º | Cristian Raileanu  | Team Sapura Cycling                | + 0 s           |
| 3.º | Thomas Lebas       | Kinan Cycling Team                 | + 0 s           |
| 4.º | Jesse Ewart        | Team Sapura Cycling                | + 1 min 05 s    |
| 5.º | Salvador Guardiola | Kinan Cycling Team                 | + 1 min 06 s    |
| 6.º | Ryan Roth          | XSpeed United Continental          | + 1 min 11 s    |
| 7.º | Ryan Cavanagh      | St George Continental Cycling Team | + 1 min 58 s    |
| 8.º | Mario Vogt         | Team Sapura Cycling                | + 2 min 03 s    |
| 9.º | Choon Huat Goh     | Terengganu Inc-TSG Cycling Team    | + 2 min 03 s    |
| 10.º | Aiman Cahyadi      | PGN Road Cycling Team              | + 2 min 37 s    |

| \| Clasificación general \| Clasificación general \| Clasificación general \| Clasificación general \| Clasificación general \| \| Ciclista \| Ciclista \| Equipo \| Tiempo \| \| \| --------------------- \| --------------------- \| ---------------------------------- \| --------------------- \| --------------------- \| \| 1.º \| Ryan Roth \| XSpeed United Continental \| 7 h 48 min 14 s \| \| \| 2.º \| Mario Vogt \| Team Sapura Cycling \| + 50 s \| \| \| 3.º \| Choon Huat Goh \| Terengganu Inc-TSG Cycling Team \| + 1 min 00 s \| \| \| 4.º \| Angus Lyons \| Oliver's Real Food Racing \| + 1 min 26 s \| \| \| 5.º \| Jeroen Meijers \| Taiyuan Miogee Cycling Team \| + 1 min 36 s \| \| \| 6.º \| Cristian Raileanu \| Team Sapura Cycling \| + 1 min 40 s \| \| \| 7.º \| Thomas Lebas \| Kinan Cycling Team \| + 1 min 42 s \| \| \| 8.º \| Jesse Ewart \| Team Sapura Cycling \| + 2 min 51 s \| \| \| 9.º \| Genki Yamamoto \| Kinan Cycling Team \| + 3 min 34 s \| \| \| 10.º \| Ryan Cavanagh \| St George Continental Cycling Team \| + 3 min 44 s \| \| |                   |                                    |                 |
| |                   |                                    |                 |
| |                   |                                    |                 |
| Clasificación general |                   |                                    |                 |
| Ciclista | Ciclista          | Equipo                             | Tiempo          |
| 1.º | Ryan Roth         | XSpeed United Continental          | 7 h 48 min 14 s |
| 2.º | Mario Vogt        | Team Sapura Cycling                | + 50 s          |
| 3.º | Choon Huat Goh    | Terengganu Inc-TSG Cycling Team    | + 1 min 00 s    |
| 4.º | Angus Lyons       | Oliver's Real Food Racing          | + 1 min 26 s    |
| 5.º | Jeroen Meijers    | Taiyuan Miogee Cycling Team        | + 1 min 36 s    |
| 6.º | Cristian Raileanu | Team Sapura Cycling                | + 1 min 40 s    |
| 7.º | Thomas Lebas      | Kinan Cycling Team                 | + 1 min 42 s    |
| 8.º | Jesse Ewart       | Team Sapura Cycling                | + 2 min 51 s    |
| 9.º | Genki Yamamoto    | Kinan Cycling Team                 | + 3 min 34 s    |
| 10.º | Ryan Cavanagh     | St George Continental Cycling Team | + 3 min 44 s    |

### 3.ª etapa
| Batu - Jember | etapa escarpada | (195,93 km) |

| \| Clasificación de la etapa \| Clasificación de la etapa \| Clasificación de la etapa \| Clasificación de la etapa \| Clasificación de la etapa \| \| Ciclista \| Ciclista \| Equipo \| Tiempo \| \| \| ------------------------- \| ----------------------------- \| ---------------------------------- \| ------------------------- \| ------------------------- \| \| 1.º \| Marcus Culey \| Team Sapura Cycling \| 4 h 15 min 35 s \| \| \| 2.º \| Rohan du Plooy \| ProTouch \| + 32 s \| \| \| 3.º \| Yudai Arashiro \| Kinan Cycling Team \| + 32 s \| \| \| 4.º \| Dylan McKenna \| XSpeed United Continental \| + 32 s \| \| \| 5.º \| Angus Lyons \| Oliver's Real Food Racing \| + 32 s \| \| \| 6.º \| Sarawut Sirironnachai \| Thailand Continental Cycling Team \| + 1 min 39 s \| \| \| 7.º \| Abdul Soleh \| KFC Cycling Team \| + 1 min 39 s \| \| \| 8.º \| Andreas Odie Purnama Setiawan \| PGN Road Cycling Team \| + 1 min 39 s \| \| \| 9.º \| Jay Dutton \| St George Continental Cycling Team \| + 1 min 44 s \| \| \| 10.º \| Craig Wiggins \| St George Continental Cycling Team \| + 4 min 05 s \| \| |                               |                                    |                 |
| |                               |                                    |                 |
| |                               |                                    |                 |
| Clasificación de la etapa |                               |                                    |                 |
| Ciclista | Ciclista                      | Equipo                             | Tiempo          |
| 1.º | Marcus Culey                  | Team Sapura Cycling                | 4 h 15 min 35 s |
| 2.º | Rohan du Plooy                | ProTouch                           | + 32 s          |
| 3.º | Yudai Arashiro                | Kinan Cycling Team                 | + 32 s          |
| 4.º | Dylan McKenna                 | XSpeed United Continental          | + 32 s          |
| 5.º | Angus Lyons                   | Oliver's Real Food Racing          | + 32 s          |
| 6.º | Sarawut Sirironnachai         | Thailand Continental Cycling Team  | + 1 min 39 s    |
| 7.º | Abdul Soleh                   | KFC Cycling Team                   | + 1 min 39 s    |
| 8.º | Andreas Odie Purnama Setiawan | PGN Road Cycling Team              | + 1 min 39 s    |
| 9.º | Jay Dutton                    | St George Continental Cycling Team | + 1 min 44 s    |
| 10.º | Craig Wiggins                 | St George Continental Cycling Team | + 4 min 05 s    |

| \| Clasificación general \| Clasificación general \| Clasificación general \| Clasificación general \| Clasificación general \| \| Ciclista \| Ciclista \| Equipo \| Tiempo \| \| \| --------------------- \| --------------------- \| ---------------------------------- \| --------------------- \| --------------------- \| \| 1.º \| Angus Lyons \| Oliver's Real Food Racing \| 12 h 05 min 47 s \| \| \| 2.º \| Ryan Roth \| XSpeed United Continental \| + 2 min 07 s \| \| \| 3.º \| Mario Vogt \| Team Sapura Cycling \| + 2 min 57 s \| \| \| 4.º \| Choon Huat Goh \| Terengganu Inc-TSG Cycling Team \| + 3 min 07 s \| \| \| 5.º \| Jeroen Meijers \| Taiyuan Miogee Cycling Team \| + 3 min 43 s \| \| \| 6.º \| Cristian Raileanu \| Team Sapura Cycling \| + 3 min 47 s \| \| \| 7.º \| Thomas Lebas \| Kinan Cycling Team \| + 3 min 49 s \| \| \| 8.º \| Jesse Ewart \| Team Sapura Cycling \| + 4 min 58 s \| \| \| 9.º \| Genki Yamamoto \| Kinan Cycling Team \| + 5 min 41 s \| \| \| 10.º \| Ryan Cavanagh \| St George Continental Cycling Team \| + 5 min 51 s \| \| |                   |                                    |                  |
| |                   |                                    |                  |
| |                   |                                    |                  |
| Clasificación general |                   |                                    |                  |
| Ciclista | Ciclista          | Equipo                             | Tiempo           |
| 1.º | Angus Lyons       | Oliver's Real Food Racing          | 12 h 05 min 47 s |
| 2.º | Ryan Roth         | XSpeed United Continental          | + 2 min 07 s     |
| 3.º | Mario Vogt        | Team Sapura Cycling                | + 2 min 57 s     |
| 4.º | Choon Huat Goh    | Terengganu Inc-TSG Cycling Team    | + 3 min 07 s     |
| 5.º | Jeroen Meijers    | Taiyuan Miogee Cycling Team        | + 3 min 43 s     |
| 6.º | Cristian Raileanu | Team Sapura Cycling                | + 3 min 47 s     |
| 7.º | Thomas Lebas      | Kinan Cycling Team                 | + 3 min 49 s     |
| 8.º | Jesse Ewart       | Team Sapura Cycling                | + 4 min 58 s     |
| 9.º | Genki Yamamoto    | Kinan Cycling Team                 | + 5 min 41 s     |
| 10.º | Ryan Cavanagh     | St George Continental Cycling Team | + 5 min 51 s     |

### 4.ª etapa
| Jember - Banyuwangi | etapa de montaña | (161,02 km) |

| \| Clasificación de la etapa \| Clasificación de la etapa \| Clasificación de la etapa \| Clasificación de la etapa \| Clasificación de la etapa \| \| Ciclista \| Ciclista \| Equipo \| Tiempo \| \| \| ------------------------- \| ------------------------- \| --------------------------------- \| ------------------------- \| ------------------------- \| \| 1.º \| Metkel Eyob \| Terengganu Inc-TSG Cycling Team \| 4 h 16 min 33 s \| \| \| 2.º \| Thomas Lebas \| Kinan Cycling Team \| + 0 s \| \| \| 3.º \| Amir Kolahdozhagh \| Taiyuan Miogee Cycling Team \| + 50 s \| \| \| 4.º \| Marcos García \| Kinan Cycling Team \| + 1 min 24 s \| \| \| 5.º \| Benjamin Dyball \| Team Sapura Cycling \| + 1 min 44 s \| \| \| 6.º \| Drew Morey \| Terengganu Inc-TSG Cycling Team \| + 1 min 51 s \| \| \| 7.º \| Jesse Ewart \| Team Sapura Cycling \| + 3 min 21 s \| \| \| 8.º \| Cristian Raileanu \| Team Sapura Cycling \| + 3 min 23 s \| \| \| 9.º \| Salvador Guardiola \| Kinan Cycling Team \| + 5 min 03 s \| \| \| 10.º \| Thanakhan Chaiyasombat \| Thailand Continental Cycling Team \| + 5 min 03 s \| \| |                        |                                   |                 |
| |                        |                                   |                 |
| |                        |                                   |                 |
| Clasificación de la etapa |                        |                                   |                 |
| Ciclista | Ciclista               | Equipo                            | Tiempo          |
| 1.º | Metkel Eyob            | Terengganu Inc-TSG Cycling Team   | 4 h 16 min 33 s |
| 2.º | Thomas Lebas           | Kinan Cycling Team                | + 0 s           |
| 3.º | Amir Kolahdozhagh      | Taiyuan Miogee Cycling Team       | + 50 s          |
| 4.º | Marcos García          | Kinan Cycling Team                | + 1 min 24 s    |
| 5.º | Benjamin Dyball        | Team Sapura Cycling               | + 1 min 44 s    |
| 6.º | Drew Morey             | Terengganu Inc-TSG Cycling Team   | + 1 min 51 s    |
| 7.º | Jesse Ewart            | Team Sapura Cycling               | + 3 min 21 s    |
| 8.º | Cristian Raileanu      | Team Sapura Cycling               | + 3 min 23 s    |
| 9.º | Salvador Guardiola     | Kinan Cycling Team                | + 5 min 03 s    |
| 10.º | Thanakhan Chaiyasombat | Thailand Continental Cycling Team | + 5 min 03 s    |

| \| Clasificación general \| Clasificación general \| Clasificación general \| Clasificación general \| Clasificación general \| \| Ciclista \| Ciclista \| Equipo \| Tiempo \| \| \| --------------------- \| --------------------- \| ---------------------------------- \| --------------------- \| --------------------- \| \| 1.º \| Thomas Lebas \| Kinan Cycling Team \| 16 h 26 min 03 s \| \| \| 2.º \| Angus Lyons \| Oliver's Real Food Racing \| + 1 min 37 s \| \| \| 3.º \| Cristian Raileanu \| Team Sapura Cycling \| + 3 min 27 s \| \| \| 4.º \| Jesse Ewart \| Team Sapura Cycling \| + 4 min 36 s \| \| \| 5.º \| Metkel Eyob \| Terengganu Inc-TSG Cycling Team \| + 5 min 10 s \| \| \| 6.º \| Choon Huat Goh \| Terengganu Inc-TSG Cycling Team \| + 5 min 22 s \| \| \| 7.º \| Jeroen Meijers \| Taiyuan Miogee Cycling Team \| + 5 min 58 s \| \| \| 8.º \| Aiman Cahyadi \| PGN Road Cycling Team \| + 8 min 44 s \| \| \| 9.º \| Ryan Cavanagh \| St George Continental Cycling Team \| + 9 min 51 s \| \| \| 10.º \| Genki Yamamoto \| Kinan Cycling Team \| + 10 min 12 s \| \| |                   |                                    |                  |
| |                   |                                    |                  |
| |                   |                                    |                  |
| Clasificación general |                   |                                    |                  |
| Ciclista | Ciclista          | Equipo                             | Tiempo           |
| 1.º | Thomas Lebas      | Kinan Cycling Team                 | 16 h 26 min 03 s |
| 2.º | Angus Lyons       | Oliver's Real Food Racing          | + 1 min 37 s     |
| 3.º | Cristian Raileanu | Team Sapura Cycling                | + 3 min 27 s     |
| 4.º | Jesse Ewart       | Team Sapura Cycling                | + 4 min 36 s     |
| 5.º | Metkel Eyob       | Terengganu Inc-TSG Cycling Team    | + 5 min 10 s     |
| 6.º | Choon Huat Goh    | Terengganu Inc-TSG Cycling Team    | + 5 min 22 s     |
| 7.º | Jeroen Meijers    | Taiyuan Miogee Cycling Team        | + 5 min 58 s     |
| 8.º | Aiman Cahyadi     | PGN Road Cycling Team              | + 8 min 44 s     |
| 9.º | Ryan Cavanagh     | St George Continental Cycling Team | + 9 min 51 s     |
| 10.º | Genki Yamamoto    | Kinan Cycling Team                 | + 10 min 12 s    |

### 5.ª etapa
| Gilimanuk - Monte Batur | etapa de montaña | (143,64 km) |

| \| Clasificación de la etapa \| Clasificación de la etapa \| Clasificación de la etapa \| Clasificación de la etapa \| Clasificación de la etapa \| \| Ciclista \| Ciclista \| Equipo \| Tiempo \| \| \| ------------------------- \| ------------------------- \| ------------------------------- \| ------------------------- \| ------------------------- \| \| 1.º \| Benjamin Dyball \| Team Sapura Cycling \| 3 h 36 min 25 s \| \| \| 2.º \| Jeroen Meijers \| Taiyuan Miogee Cycling Team \| + 1 min 00 s \| \| \| 3.º \| Amir Kolahdozhagh \| Taiyuan Miogee Cycling Team \| + 4 min 58 s \| \| \| 4.º \| Metkel Eyob \| Terengganu Inc-TSG Cycling Team \| + 4 min 58 s \| \| \| 5.º \| Jesse Ewart \| Team Sapura Cycling \| + 4 min 58 s \| \| \| 6.º \| Angus Lyons \| Oliver's Real Food Racing \| + 4 min 58 s \| \| \| 7.º \| Drew Morey \| Terengganu Inc-TSG Cycling Team \| + 4 min 58 s \| \| \| 8.º \| Thomas Lebas \| Kinan Cycling Team \| + 5 min 04 s \| \| \| 9.º \| Edgar Nohales Nieto \| Taiyuan Miogee Cycling Team \| + 6 min 20 s \| \| \| 10.º \| Marcos García \| Kinan Cycling Team \| + 6 min 20 s \| \| |                     |                                 |                 |
| |                     |                                 |                 |
| |                     |                                 |                 |
| Clasificación de la etapa |                     |                                 |                 |
| Ciclista | Ciclista            | Equipo                          | Tiempo          |
| 1.º | Benjamin Dyball     | Team Sapura Cycling             | 3 h 36 min 25 s |
| 2.º | Jeroen Meijers      | Taiyuan Miogee Cycling Team     | + 1 min 00 s    |
| 3.º | Amir Kolahdozhagh   | Taiyuan Miogee Cycling Team     | + 4 min 58 s    |
| 4.º | Metkel Eyob         | Terengganu Inc-TSG Cycling Team | + 4 min 58 s    |
| 5.º | Jesse Ewart         | Team Sapura Cycling             | + 4 min 58 s    |
| 6.º | Angus Lyons         | Oliver's Real Food Racing       | + 4 min 58 s    |
| 7.º | Drew Morey          | Terengganu Inc-TSG Cycling Team | + 4 min 58 s    |
| 8.º | Thomas Lebas        | Kinan Cycling Team              | + 5 min 04 s    |
| 9.º | Edgar Nohales Nieto | Taiyuan Miogee Cycling Team     | + 6 min 20 s    |
| 10.º | Marcos García       | Kinan Cycling Team              | + 6 min 20 s    |

## Clasificaciones finales
Las clasificaciones finalizaron de la siguiente forma:

### Clasificación general
| \| Clasificación general \| Clasificación general \| Clasificación general \| Clasificación general \| Clasificación general \| \| Ciclista \| Ciclista \| Equipo \| Tiempo \| \| \| --------------------- \| --------------------- \| ------------------------------- \| --------------------- \| --------------------- \| \| 1.º \| Thomas Lebas \| Kinan Cycling Team \| 20 h 07 min 32 s \| \| \| 2.º \| Angus Lyons \| Oliver's Real Food Racing \| + 1 min 31 s \| \| \| 3.º \| Jeroen Meijers \| Taiyuan Miogee Cycling Team \| + 1 min 46 s \| \| \| 4.º \| Jesse Ewart \| Team Sapura Cycling \| + 4 min 30 s \| \| \| 5.º \| Cristian Raileanu \| Team Sapura Cycling \| + 4 min 43 s \| \| \| 6.º \| Metkel Eyob \| Terengganu Inc-TSG Cycling Team \| + 5 min 04 s \| \| \| 7.º \| Drew Morey \| Terengganu Inc-TSG Cycling Team \| + 11 min 22 s \| \| \| 8.º \| Choon Huat Goh \| Terengganu Inc-TSG Cycling Team \| + 13 min 08 s \| \| \| 9.º \| Aiman Cahyadi \| PGN Road Cycling Team \| + 13 min 23 s \| \| \| 10.º \| Amir Kolahdozhagh \| Taiyuan Miogee Cycling Team \| + 13 min 53 s \| \| |                   |                                 |                  |
| |                   |                                 |                  |
| |                   |                                 |                  |
| Clasificación general |                   |                                 |                  |
| Ciclista | Ciclista          | Equipo                          | Tiempo           |
| 1.º | Thomas Lebas      | Kinan Cycling Team              | 20 h 07 min 32 s |
| 2.º | Angus Lyons       | Oliver's Real Food Racing       | + 1 min 31 s     |
| 3.º | Jeroen Meijers    | Taiyuan Miogee Cycling Team     | + 1 min 46 s     |
| 4.º | Jesse Ewart       | Team Sapura Cycling             | + 4 min 30 s     |
| 5.º | Cristian Raileanu | Team Sapura Cycling             | + 4 min 43 s     |
| 6.º | Metkel Eyob       | Terengganu Inc-TSG Cycling Team | + 5 min 04 s     |
| 7.º | Drew Morey        | Terengganu Inc-TSG Cycling Team | + 11 min 22 s    |
| 8.º | Choon Huat Goh    | Terengganu Inc-TSG Cycling Team | + 13 min 08 s    |
| 9.º | Aiman Cahyadi     | PGN Road Cycling Team           | + 13 min 23 s    |
| 10.º | Amir Kolahdozhagh | Taiyuan Miogee Cycling Team     | + 13 min 53 s    |

### Clasificación por puntos
| Clasificación por puntos | Clasificación por puntos | Clasificación por puntos        | Clasificación por puntos | Clasificación por puntos |
| Ciclista                 | Ciclista                 | Equipo                          | Puntos                   |                          |
| ------------------------ | ------------------------ | ------------------------------- | ------------------------ | ------------------------ |
| 1.º                      | Rohan du Plooy           | ProTouch                        | 54 pts                   |                          |
| 2.º                      | Jeroen Meijers           | Taiyuan Miogee Cycling Team     | 31 pts                   |                          |
| 3.º                      | Angus Lyons              | Oliver's Real Food Racing       | 24 pts                   |                          |
| 4.º                      | Metkel Eyob              | Terengganu Inc-TSG Cycling Team | 23 pts                   |                          |
| 5.º                      | Thomas Lebas             | Kinan Cycling Team              | 23 pts                   |                          |
| 6.º                      | Benjamin Dyball          | Team Sapura Cycling             | 22 pts                   |                          |
| 7.º                      | Marcus Culey             | Team Sapura Cycling             | 21 pts                   |                          |
| 8.º                      | Amir Kolahdozhagh        | Taiyuan Miogee Cycling Team     | 20 pts                   |                          |
| 9.º                      | Ryan Roth                | XSpeed United Continental       | 17 pts                   |                          |
| 10.º                     | Jesse Ewart              | Team Sapura Cycling             | 15 pts                   |                          |

### Clasificación de la montaña
| Clasificación de la montaña | Clasificación de la montaña | Clasificación de la montaña                  | Clasificación de la montaña | Clasificación de la montaña |
| Ciclista                    | Ciclista                    | Equipo                                       | Puntos                      |                             |
| --------------------------- | --------------------------- | -------------------------------------------- | --------------------------- | --------------------------- |
| 1.º                         | Thomas Lebas                | Kinan Cycling Team                           | 63 pts                      |                             |
| 2.º                         | Amir Kolahdozhagh           | Taiyuan Miogee Cycling Team                  | 53 pts                      |                             |
| 3.º                         | Benjamin Dyball             | Team Sapura Cycling                          | 47 pts                      |                             |
| 4.º                         | Metkel Eyob                 | Terengganu Inc-TSG Cycling Team              | 37 pts                      |                             |
| 5.º                         | Jeroen Meijers              | Taiyuan Miogee Cycling Team                  | 35 pts                      |                             |
| 6.º                         | Salvador Guardiola          | Kinan Cycling Team                           | 34 pts                      |                             |
| 7.º                         | Cristian Raileanu           | Team Sapura Cycling                          | 28 pts                      |                             |
| 8.º                         | Drew Morey                  | Terengganu Inc-TSG Cycling Team              | 20 pts                      |                             |
| 9.º                         | Jesse Ewart                 | Team Sapura Cycling                          | 18 pts                      |                             |
| 10.º                        | Mark Galedo                 | 7 Eleven Cliqq-air21 by Roadbike Philippines | 12 pts                      |                             |

### Clasificación por equipos
| Clasificación por equipos | Clasificación por equipos          | Clasificación por equipos | Clasificación por equipos |
| Equipo                    | Equipo                             | Tiempo                    |                           |
| ------------------------- | ---------------------------------- | ------------------------- | ------------------------- |
| 1.º                       | Sapura                             | 60 h 21 min 06 s          |                           |
| 2.º                       | Terengganu Inc-TSG Cycling Team    | + 24 min 41 s             |                           |
| 3.º                       | Kinan Cycling Team                 | + 28 min 03 s             |                           |
| 4.º                       | Taiyuan Miogee                     | + 36 min 15 s             |                           |
| 5.º                       | PGN Road Cycling Team              | + 1 h 01 min 51 s         |                           |
| 6.º                       | Thailand Continental               | + 1 h 10 min 18 s         |                           |
| 7.º                       | St George Continental Cycling Team | + 1 h 18 min 32 s         |                           |
| 8.º                       | KFC Cycling Team                   | + 1 h 37 min 37 s         |                           |
| 10.º                      | Oliver's Real Food                 | + 2 h 07 min 47 s         |                           |

## Evolución de las clasificaciones
| Etapa                   | Vencedor                | Clasificación general | Clasificación de las metas volantes | Clasificación de la montaña | Clasificación del mejor indonesio | Clasificación por equipos |
| ----------------------- | ----------------------- | --------------------- | ----------------------------------- | --------------------------- | --------------------------------- | ------------------------- |
| 1.ª                     | Angus Lyons             | Angus Lyons           | Mario Vogt                          | no se entregó               | Choon Huat Goh                    | Sapura                    |
| 2.ª                     | Jeroen Meijers          | Ryan Roth             | Mario Vogt                          | Thomas Lebas                | Choon Huat Goh                    | Sapura                    |
| 3.ª                     | Marcus Culey            | Angus Lyons           | Rohan Du Plooy                      | Thomas Lebas                | Choon Huat Goh                    | Sapura                    |
| 4.ª                     | Metkel Eyob             | Thomas Lebas          | Rohan Du Plooy                      | Thomas Lebas                | Choon Huat Goh                    | Sapura                    |
| 5.ª                     | Benjamin Dyball         | Thomas Lebas          | Rohan Du Plooy                      | Thomas Lebas                | Choon Huat Goh                    | Sapura                    |
| Clasificaciones finales | Clasificaciones finales | Thomas Lebas          | Rohan Du Plooy                      | Thomas Lebas                | Choon Huat Goh                    | Sapura                    |

## UCI World Ranking
El Tour de Indonesia otorgó puntos para el UCI World Ranking para corredores de los equipos en las categorías UCI WorldTeam, Profesional Continental y Equipos Continentales. Las siguientes tablas muestran el baremo de puntuación y los 10 corredores que obtuvieron más puntos:
| Posición              | 1.º | 2.º | 3.º | 4.º | 5.º | 6.º | 7.º | 8.º | 9.º | 10.º | 11.º | 12.º | 13.º-15.º | 16.º-25.º |
| Clasificación general | 125 | 85  | 70  | 60  | 50  | 40  | 35  | 30  | 25  | 20   | 15   | 10   | 5         | 3         |
| Por etapa             | 14  | 5   | 3   |     |     |     |     |     |     |      |      |      |           |           |
| Líder                 | 3   |     |     |     |     |     |     |     |     |      |      |      |           |           |

| Clasificación |                   |                           |         |       |       |       |
| Posición      | Ciclista          | Equipo                    | General | Etapa | Líder | Total |
| ------------- | ----------------- | ------------------------- | ------- | ----- | ----- | ----- |
| 1.º           | Thomas Lebas      | Kinan                     | 125     | 8     | 3     | 136   |
| 2.º           | Angus Lyons       | Oliver's Real Food Racing | 85      | 14    | 6     | 105   |
| 3.º           | Jeroen Meijers    | Taiyuan Miogee            | 70      | 19    | -     | 89    |
| 4.º           | Jesse Ewart       | Sapura                    | 60      | -     | -     | 60    |
| 5.º           | Cristian Raileanu | Sapura                    | 50      | 5     | -     | 55    |
| 6.º           | Metkel Eyob       | Terengganu Inc-TSG        | 40      | 14    | -     | 54    |
| 7.º           | Drew Morey        | Terengganu Inc-TSG        | 35      | -     | -     | 35    |
| 8.º           | Choon Huat Goh    | Terengganu Inc-TSG        | 30      | -     | -     | 30    |
| 9.º           | Amir Kolahdozhagh | Taiyuan Miogee            | 20      | 6     | -     | 26    |
| 10.º          | Aiman Cahyadi     | PGN                       | 25      | -     | -     | 25    |